# Себу (агломерація)
Агломерація Себу́ або Метро́ Себу (себ.: Kaulohang Sugbo, філ.: Kalakhang Себу) — агломерація в провінції Себу на Філіппінах, головний міський центр провінції. Агломерація розташована вздовж центру східної частини острова Себу, включаючи острів Мактан. На частку агломерації припадає 20 % території та 61,5 % населення (2015) острова.
Агломерація складається з міста Себу та дванадцяти інших міст і адміністративних утворень. Місто Себу — головний фінансовий центр, де розташовано більшість навчальних закладів та міжнародний морський порт. Мандауе — головний індустріальний та промисловий центр агломерації. Міжнародний аеропорт Мактан-Себу — єдиний аеропорт агломерації, розташований в місті Лапу-Лапу на острові Мактан, є другим за завантаженістю аеропортом Філіппін. Місто Талісай - "спальний район агломерації".
Агломерація Себу є одним з найважливіших економічних центрів на Філіппінах. Тут розташовані головні офіси багатьох міжнародних компаній починаючи від аутсорсингу до виробництва фармацевтичних препаратів та електроніки.
Найпоширенішою мовою є себуанська. Наступною за популярністю є тагальська та англійська.